# Aleochara bilineata
Espèce
Synonymes
- Coprochara bilineata[1]

Aleochara bilineata est une espèce de petits insectes coléoptères appartenant à la famille des staphylinidés. Il a été décrit par Leonard Gyllenhaal en 1810.
C'est un prédateur considéré comme un très important auxiliaire de l'agriculture, de la culture fruitière et légumière, car il attaque essentiellement des diptères parasitant les arbres fruitiers, la vigne, les grandes cultures, les cultures légumières et diverses cultures ornementales.
Il est donc utilisé en lutte biologique, mais il est aussi très sensible à certains pesticides (pyréthrinoïdes en particulier) et à certains fongicides.

## Habitat
On le trouve dans les substrats constitués de débris organiques, plutôt humides ou près de l'eau, dans les tas de compost et végétaux en décomposition ou encore dans le couvert végétal. Les haies brise-vent offrent une protection à des populations d'adultes utiles à l'agriculture.

## Efficacité dans la lutte biologique

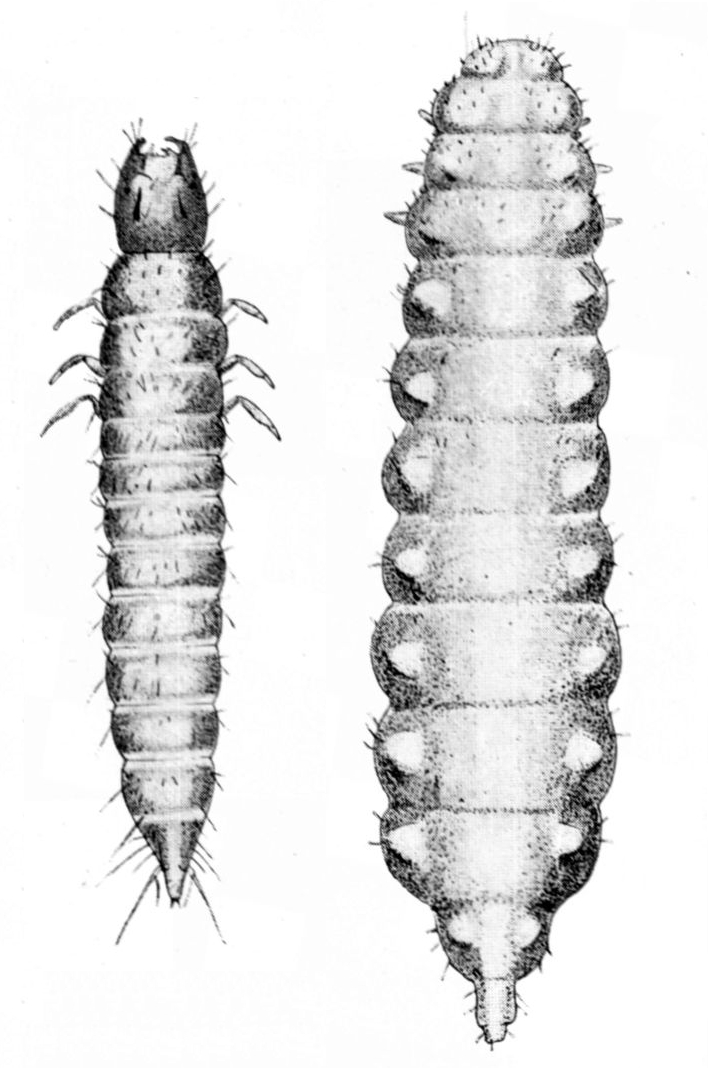
Les 2 formes de la larve dA. bilineata.

Un adulte d'A. bilineata consomme jusqu'à cinq larves de la mouche du chou (Delia radicum) par jour, un couple peut détruire 1200 œufs et larves et au cours de sa vie, leur progéniture pouvant parasiter des centaines de pupes. 
En cas de surpopulation (ou manque de proies), les adultes sont cannibales, mangent leurs œufs et peuvent attaquer d'autres adultes de la même espèce, ce qui contribue à une autorégulation très rapide des populations.
L'adulte émerge au printemps après l'apparition des vers des racines, trop tard pour supprimer tout dégât aux cultures en début de saison, même si en fin de saison on constate que jusqu'à 90 % à 95 % des pupes de la mouche du chou sont parasités par des larves d'A. bilineata.
Des élevages en masses ont permis des lâcher massifs d'A. bilineata dans l'ancienne Union soviétique, en Europe et au Canada pour le contrôle des asticots qui attaquent les racines, en début de saison, au moment de l'explosion de la prédation et du parasitisme de la première génération de vers des racines.